# Альмейда, Антонио де
Антонио де Альмейда (фр. Antonio de Almeida; 20 января 1928, Нёйи-сюр-Сен — 18 февраля 1997, Питсбург) — французский дирижёр и музыковед.
Сын португальца и американки, родившийся во Франции и, несмотря на многочисленные перемены местожительства, всю жизнь сохранявший французское гражданство. В детские годы начал заниматься на фортепиано и, затем, самоучкой на кларнете. В отрочестве, живя с семьёй в Буэнос-Айресе, брал уроки у Альберто Хинастеры. Затем поступил в Массачусетский технологический институт для изучения химии, однако оставил занятия, не окончив курса, и перешёл в Йельский университет, где прослушал, в частности, курс теории музыки у Пауля Хиндемита и получил диплом бакалавра по музыковедению (1949). Занимался дирижированием в Тэнглвудском музыкальном центре у Сергея Кусевицкого и Леонарда Бернстайна, учился также у Джорджа Селла.
Дебютировал как дирижёр в 1949 г. с оркестром Португальского радио и вскоре получил одну из дирижёрских должностей в Симфоническом оркестре Порту. Затем вновь работал в Лиссабоне, в 1962—1964 гг. возглавлял Штутгартский филармонический оркестр, в 1965—1967 гг. работал в Парижской опере. В 1971—1978 гг. главный дирижёр Филармонического оркестра Ниццы. Последней должностью де Альмейды стал пост художественного руководителя Московского симфонического оркестра, который он занимал с 1993 года. По мнению спонсоров оркестра,

Антонио де Альмейда хотел сделать Московский симфонический оркестр лучшим в России. Мы гордились тем, что оказывали поддержку этому гениальному человеку, который всегда стремился к совершенству.

Де Альмейда записал с различными оркестрами широкий круг оперных и симфонических произведений французских композиторов, в том числе Амбруаза Тома, Фроманталя Галеви, Жюля Массне, Эрнеста Шоссона, Анри Дюпарка, Шарля Турнемира, Анри Соге. Среди 15 дисков, записанных им в последние годы жизни с Московским симфоническим оркестром, — все симфонии Франческо Малипьеро. Кроме того, де Альмейда был специалистом по симфоническим сочинениям Йозефа Гайдна и записал многие из них. Он подготовил к изданию ряд оперетт Жака Оффенбаха и симфонии Луиджи Боккерини.
Умер от рака лёгких.